# كفر القلشي
كفر القلشي إحدى قرى مركز تلا التابع لمحافظة المنوفية بجمهورية مصر العربية.

## السكان
بلغ عدد سكان كفر القلشي 1,229 نسمة، حسب الإحصاء الرسمي لعام 2006.